# Горбушин, Денис Геннадьевич
Денис Геннадьевич Горбушин — российский политический деятель, участник местных выборов во многих регионах. Известен тем, что во время предвыборных кампаний он участвует в снятии с выборов оппозиционных кандидатов либо в различных скандалах. Среди журналистов известен как кандидат-киллер.

## Биография
Родился 16 ноября 1980 года. Постоянно зарегистрирован в селе Чаадаевка Пензенской области. Родился в Пензе.
По официальным данным — временно неработающий. Ранее также указывал в качестве профессиональной деятельности предпринимательство. В частности, в 2003 году он владел кафе в Автозаводском районе Нижнего Новгорода, а в 2002-м году был директором ООО «ЧОП «Крепость» в том же Нижнем Новгороде. Образование — высшее, специальность — юрист, закончил Нижегородский коммерческий институт. В других источниках образование указывается либо как среднее, либо высшее профессиональное, а официально подтверждённых доходов и имущества не имеет.
Впервые Д. Горбушин стал известен в 2003 году, когда во время выборов в Государственную Думу снял с выборов известного в Нижнем Новгороде предпринимателя Андрея Климентьева. Он обратился в суд, требуя признать недействительными подписные листы А. Климентьева на основании того, что в адресе избирателей не указан регион проживания, а также фальсификации подписей в целом. В итоге 1561 подпись была признана судом недействительной, вследствие чего регистрация кандидата была отменена. 18 ноября 2003 года Денис Горбушин провёл пресс-конференцию по поводу снятия с выборов А. Климентьева и своих дальнейших действий. Д. Горбушин уверял, что подаст иски и против других кандидатов.
В 2008 году по иску Д. Горбушина был снят с выборов главы города Вологды лидер предвыборной гонки Александр Лукичев.
На выборах мэра Петрозаводска в 2009 году Д. Горбушин себя никак не проявил, однако по косвенным признакам было ясно, что он негласно входил в штаб кандидата от «Единой России» Николая Левина.
В 2010 году по иску Д. Горбушина был снят с выборов кандидат на пост главы города Пущино Геннадий Лавров.
Весной 2011 года Д. Горбушин участвовал сразу в двух кампаниях — в городской совет Владимира и на пост главы города Мурома. Причём во Владимире он был выдвинут по партийному списку «Патриотов России».
В 2016 году Горбушин принял участие в выборах в Законодательное Собрание Карелии по Пудожскому одномандатному округу. Ни в каких активных действиях замечен не был.

## Участие в выборах
| Дата выборов     | Орган власти                                                | Личный результат | Снятые кандидаты |
| ---------------- | ----------------------------------------------------------- | --- | ---------------- |
| 18 сентября 2016 | Законодательное Собрание республики Карелия                 | 0,72%, 7-е место (последнее) по Пудожскому одномандатному округу № 12                                               | -                |
| 13 марта 2011    | Глава округа Муром                                          | 7,30%, 3-е место (последнее)                                                                                        | -                |
| 13 марта 2011    | Совет народных депутатов города Владимира                   | выдвинут по партийному списку "Патриотов России", не избран; по одномандатному округу - 0,79%, 6-е место, последнее | -                |
| 10 октября 2010  | Городская Дума города Дзержинска                            | отказ в регистрации                                                                                                 | -                |
| 23 мая 2010      | Глава города Пущино                                         | 0,06%, 13-е место, последнее                                                                                        | Г.И. Лавров      |
| 14 марта 2010    | Курганская областная Дума                                   | отказ в регистрации                                                                                                 | -                |
| 5 июля 2009      | Мэр города Петрозаводска                                    | 0,62% | -                |
| 8 октября 2008   | Глава города Вологды                                        | 2,20 %, 5-е место, последнее                                                                                        | А.Н. Лукичев     |
| 2 марта 2008     | Глава города Королёв                                        | 0,17%, 40-е место, последнее                                                                                        | -                |
| 7 декабря 2003   | Государственная Дума РФ по Канавинскому округу (Н.Новгород) | 0,19% | А.А. Климентьев  |